# Museo di geologia e paleontologia
Il Museo di Geologia e Paleontologia di Firenze conserva ed espone fossili di animali vertebrati e invertebrati, vissuti milioni di anni fa, nonché piante fossili e rocce.
Il Museo è parte di un sistema museale universitario e articolazione del Museo di Storia Naturale di Firenze; si trova in via Giorgio La Pira. Possiede fra le più ricche raccolte di fossili e rocce in Italia con oltre 300.000 pezzi.

## Storia
Sebbene alcuni fossili facessero già parte del nucleo dell'Imperial regio museo di fisica e storia naturale istituito dal granduca Pietro Leopoldo alla Specola nel 1775, è solo nel 1845 che grazie allo studioso fiorentino Filippo Nesti fu fondata una collezione vera e propria di vertebrati fossili, in gran parte provenienti dal Valdarno superiore, molti dei quali esposti per la prima volta al mondo. Fra i maggiori paleontologi e geologi che arricchirono il museo si ricordano Igino Cocchi, Antonio Stoppani, Cesare D'Ancona e Carlo De Stefani.
Il Museo, «nel suo ordinamento attuale, è stato aperto al pubblico nel 1963».

## Collezioni
Vi si conserva una delle più importanti raccolte di fossili esistente al mondo. Questa importanza non è esclusivamente numerica (250.000 campioni circa) ma soprattutto qualitativa: esemplari unici ed oggetto di confronto e studio da parte di ricercatori di tutte le maggiori istituzioni scientifiche mondiali. Le collezioni si sono arricchite grazie alle raccolte effettuate per quasi tre secoli da famosi studiosi: Niccolò Stenone, Pier Antonio Micheli, Giovanni Targioni Tozzetti, Filippo Nesti, Igino Cocchi, Carlo De Stefani e, in tempi più vicini, Giotto Dainelli, Giovanni Merla, Augusto Azzaroli, solo per citarne alcuni.
L'esposizione segue in linea generale un criterio temporale e le sale del piano terra sono dedicate ai vertebrati fossili, mentre una bella selezione di invertebrati e piante fossili trova spazio nel corridoio centrale.
L'allestimento dei reperti è studiato in modo tale da costituire una vera e propria storia paleontologica d'Italia. Tutta la storia dell'evoluzione è testimoniata, seppur con sezioni più o meno ricche. I fossili più antichi conservati nel Museo sono le stromatoliti, delle strutture organiche legate all'attività dei batteri, una delle più antiche testimonianze di vita sulla Terra, risalenti a 3,5 miliardi di anni fa. Al Paleozoico (circa 600 milioni di anni fa) risalgono numerosi fossili di molteplici nuovi organismi marini invertebrati. Nel successivo periodo Ordoviciano fanno la loro prima comparsa i Vertebrati, con dei pesci privi di mandibola, dotati di uno scheletro interno ancora imperfetto e protetti da una specie di guscio corazzato. Del periodo Siluriano sono esposti numerosi fossili che testimoniano l'evolversi di tutte le specie precedenti e la colonizzazione delle alghe anche sul suolo, con la nascita delle prime piante vere e proprie e, in seguito delle felci. I primi fossili di anfibi risalgono al periodo Devoniano, mentre con il periodo Carbonifero si diffondono a dismisura le piante e fanno la loro comparsa i rettili, i primi vertebrati esclusivamente terrestri; al successivo periodo Permiano risalgono i primi fossili di vegetali trovati in Toscana, nella provincia di Lucca e qui esposti.
Con l'arrivo del Mesozoico compaiono i primi mammiferi, mentre i rettili dominano la scena con i mastodontici dinosauri. Al Cenozoico risalgono i vari ordini dei Mammiferi, che si evolvono gradualmente verso le forme attuali, e le piante più simili a quelle odierne, fino al Quaternario, con numerosi ritrovamenti italiani di fauna cavernicola, cioè di animali che si rifugiavano nelle grotte per sfuggire alle avverse condizioni climatiche delle glaciazioni.
Fra i fossili del Terziario spiccano i grandi mammiferi suiformi simili agli attuali ippopotami, rinvenuti vicino a Savona e due scheletri di sirenii, mammiferi acquatici simili ai trichechi, che probabilmente stanno all'origine delle leggende sulle sirene.
Nel Miocene (circa 9 milioni di anni fa) la Toscana era coperta di foreste e alle specie locali vivevano affiancate specie che definiremmo africane come le antilopi, i coccodrilli e le scimmie. Tra i materiali più importanti sono da segnalare « lo scheletro e il cranio del primate antropoide Oreopithecus bambolii, reperto unico al mondo e di particolare interesse per lo studio sull'origine dei Primati, proveniente dalla miniera di Baccinello (GR) », e simile ad un odierno gibbone. Risalgono al Pliocene i fossili dei primi canidi, il Canis etruscus simile al lupo, la cui comparsa segnerà il tramonto di altre specie.
Pezzi forti del museo sono gli scheletri di due mastodonti che abitavano la Toscana nel Pleistocene. La prima è il cosiddetto  Anancus arvernensis trovato nel 1986 nel Valdarno Superiore, con lunghe zanne, una corporatura robusta e tozza e i piedi slargati. Il secondo mastodonte è un Archidiskodon meridionalis, soprannominato "Pietro" dai rinvenitori che lo trovarono durante i lavori di preparazione di una vigna presso Borro al Quercio nel Valdarno. Si tratta di uno scheletro pressoché completo di un elefante maschio adulto alto quasi quattro metri alla spalla del peso stimato di 16 tonnellate, con zanne originali.
Altri fossili provengono dall'America (parti di scheletri di grandi dinosauri, maldentati e mammiferi), dall'Africa (resti di un Lystrosaurus e di un Aepyornis, un uccello non volatore del Madagascar), dalla Cina (numerosi crani e mandibole di dinosauri, resti di canidi simili a quelli europei), dall'India e dalla Siberia (resti di rinoceronte lanoso e di mammut, dove si assiste alla fossilizzazione per congelamento che permette di preservare anche parti più delicate).

### Antropomorfi e mammiferi
Di fondamentale rilievo, nella prima sala, l'associazione fossile del Miocene della Maremma, tra cui si segnala il primate antropomorfo Oreopithecus bambolii. Tale reperto fu recuperato nel 1958 nella miniera di lignite di Baccinello, un piccolo paese minerario nell'area maremmana a circa 30 km a est di Grosseto.
Proseguendo, il panorama espositivo si apre con imponenti scheletri montati di mammiferi vissuti in Toscana nel Villafranchiano superiore, circa 1,5 milioni di anni fa: elefanti, ippopotami, rinoceronti, bovidi e cavalli. Questa importante fauna fossile, studiata anche da Georges Cuvier, comprende molte altre specie qui in esposizione, come cani, iene, orsi, linci, volpi, tigri dai denti a sciabola, cervi, cinghiali, scimmie, roditori. Dallo studio di questa grande varietà di specie recuperate è possibile ricostruire l'ambiente presente in Toscana in quel periodo.
Infine sono presenti curiosi resti fossili di faune extraeuropee e alcuni dinosauri.

### Sezione degli equidi
La più completa del museo permette di confrontare l'evoluzione in varie specie di questa famiglia vissute in diversi periodi geologici, dall'Eocene (Eohippus, equide di piccola taglia diffuso nel Nord America e in misura minore in Europa, con ancora più dita negli arti), all'Oligocene (Mesohippus, alto quasi il doppio, diffuso solo in America, con una dentatura più sviluppata e il terzo dito che inizia ad essere più sviluppato degli altri), al Miocene (Merychippus, alto già 80 cm al garrese con forme più allungate e con gli arti che iniziano a posare solo sull'ultima falange e una dentatura più robusta a testimoniare il cambiamento di dieta dalle fronde delle foreste agli arbusti delle praterie), al Pliocene (Equus che dall'America settentrionale invade l'Eurasia 2,5 milioni di anni fa prima di estinguersi, restando solo in Eurasia, da dove verrà poi reintrodotto nel mondo).

### Invertebrati
La collezione degli invertebrati fossili, sistemata nei depositi al secondo piano è aperta al pubblico su appuntamento. Vi si trovano pezzi di elevato valore storico e scientifico, provenienti da tutti i continenti e relativi a tutte le ere geologiche: dai resti di trilobiti, graptoliti e brachiopodi della Sardegna, del Friuli e della Sicilia alla fauna paleozoica europea (Inghilterra, Svezia, Germania, Spagna, Francia) ed extraeuropea (Cina, Siberia, Tibet, Caracorum, Stati Uniti), dalle ammoniti mesozoiche italiane (Veneto, Friuli, Toscana, Umbria) e straniere (Inghilterra, Francia, Austria) alla ricchissima collezione di molluschi pliocenici toscani.

### Paleobotanica
La collezione paleobotanica comprende più di 8000 reperti che documentano significativamente l'evoluzione del mondo vegetale: la ricca flora palustre paleozoica del Monte Pisano, dominata da forme arboree di grandi dimensioni e lianiformi, come felci arboree, equisetali e licopodiali; quella della Germania; quella mesozoica, eocenica ed oligocenica del Veneto e di altre località europee, quella mio-pliocenica e quaternaria toscana.